# Wydruk
Wydruk – odbitka uzyskana na komputerowym urządzeniu wyjściowym typu drukarka lub ploter, lub też pochodząca z faksu.
Odbitki uzyskane różnymi metodami druku dzieli się na:
- wydruki – z drukarki, faksu, plotera
- druki – z maszyny drukarskiej
- maszynopisy – z maszyny do pisania

Wydruki można uzyskiwać następującymi metodami:
- druk atramentowy
- druk laserowy
- druk termiczny
- druk termotransferowy
- druk solwentowy